# Liste der Monuments historiques in Hœrdt
Die Liste der Monuments historiques in Hœrdt führt die Monuments historiques in der französischen Gemeinde Hœrdt auf.

## Liste der Bauwerke
| Bezeichnung | Beschreibung                                                              | Standort                        | Kennzeichnung | Schutzstatus | Datum | Bild           |
| ----------- | ------------------------------------------------------------------------- | ------------------------------- | ------------- | ------------ | ----- | -------------- |
| Bauernhof   | sogenanntes Rotes Haus; Dreiseithof mit Fachwerkwohnhaus, bezeichnet 1723 | 26, rue de la République (Lage) | PA00084749    | Inscrit      | 1984  | weitere Bilder |

## Liste der Objekte
| Bezeichnung                | Beschreibung                                                                                   | Standort                                   | Kennzeichnung | Schutzstatus   | Datum     | Bild |
| -------------------------- | ---------------------------------------------------------------------------------------------- | ------------------------------------------ | ------------- | -------------- | --------- | ---- |
| Orgel                      | Ensemble aus PM67000136 und PM67000137                                                         | in der katholischen Kirche St-Sixte (Lage) | PM67001027    | Classé         | 1977 1980 |      |
| Orgelprospekt              | 1792 von Michael Stiehr für die Simultankirche gebaut, 1848 in die katholische Kirche versetzt | in der katholischen Kirche St-Sixte (Lage) | PM67000136    | Classé         | 1977      |      |
| Instrumentalteil der Orgel | 1792 von Michael Stiehr für die Simultankirche gebaut, 1848 in die katholische Kirche versetzt | in der katholischen Kirche St-Sixte (Lage) | PM67000137    | Classé         | 1980      |      |
| Tapete mit Militärszenen   | Farbe auf Papier, zweite Hälfte des 19. Jahrhunderts                                           | 26, rue de la République (Lage)            | PM67000606    | Classé         | 1985      |      |
| Orgel                      | Ensemble aus PM67001029 und PM67000602                                                         | in der protestantischen Kirche (Lage)      | PM67001028    | Inscrit Classé | 1976 1980 |      |
| Orgelprospekt              | 1847 von Stiehr-Mockers gebaut                                                                 | in der protestantischen Kirche (Lage)      | PM67001029    | Inscrit        | 1976      |      |
| Instrumentalteil der Orgel | 1847 von Stiehr-Mockers gebaut                                                                 | in der protestantischen Kirche (Lage)      | PM67000602    | Classé         | 1980      |      |
| Vier Abendmahlskannen      | mit Darstellungen der Evangelisten; Zinn, versilbert, um 1750                                  | in der protestantischen Kirche (Lage)      | PM67000133    | Classé         | 1978      |      |
| Patene                     | Kupfer, Fuß vermutlich aus dem 17. Jahrhundert, Schale aus dem 18. oder 19. Jahrhundert        | in der protestantischen Kirche (Lage)      | PM67000135    | Classé         | 1978      |      |
| Oblatendose                | Silber, vergoldet, 1736                                                                        | in der protestantischen Kirche (Lage)      | PM67000134    | Classé         | 1978      |      |